# Steve McDowall
Steven Clark McDowall (Rotorua, 27 agosto 1961) è un ex rugbista a 15, allenatore di rugby a 15 e imprenditore neozelandese, il cui nome è spesso erroneamente trascritto Steve McDowell.
Pilone, fu campione del mondo con gli All Blacks nel 1987.

## Biografia
Nato Steven Clark McDowall a Rotorua nel 1961, il suo nome fu spesso confuso con McDowell (riportato sui documenti ufficiali di gara) in quanto fin da piccolo abituato a chiamarsi in tale ultimo modo; lui stesso si accorse della discrepanza quando, all'estero, notò che il nome sulla propria carta di credito, McDowell, differiva da quello correttamente indicato sul passaporto, McDowall.
Come risultato di tale confusione, molte fonti giornalistiche riportano erroneamente il suo nome come Steve McDowell.
Inizialmente dedito, oltre che al rugby, anche al judo (disciplina nella quale avrebbe dovuto rappresentare la Nuova Zelanda ai Giochi olimpici di Mosca nel 1980 se il suo Paese non avesse deciso di boicottarli a seguito dell'invasione sovietica dell'Afghanistan), McDowall esordì per la provincia rugbistica di Bay of Plenty nel 1982 nel campionato nazionale provinciale neozelandese.
Passò nel 1984 ad Auckland, formazione nella quale raggiunse i suoi migliori risultati di club e tramite la quale si mise in luce a livello nazionale, venendo selezionato per gli All Blacks con i quali esordì a Buenos Aires contro l'Argentina.
Fu incluso nei selezionati alla prima Coppa del Mondo del 1987 (vinta proprio dalla Nuova Zelanda) in cinque incontri della quale fu schierato; fu titolare fisso per i successivi cinque anni, scendendo in campo anche in sei incontri della Coppa del Mondo di rugby 1991, conclusasi al terzo posto per gli All Blacks.
Alla fine del 1992 si trasferì in Irlanda all'Old Belvedere; avendo concluso la sua attività internazionale per la Nuova Zelanda, fu anche valutata la possibilità di renderlo idoneo per la Nazionale irlandese, anche se la cosa non ebbe seguito.
Tornato in Nuova Zelanda, fu assistente allenatore per gli avanti di Auckland e, durante la Coppa del Mondo di rugby 2007 in Francia, ricoprì l'incarico di assistente allenatore della Nazionale di Tonga; successivamente stabilitosi in Romania, è stato allenatore in seconda della Nazionale nonché per un periodo anche allenatore-capo durante le qualificazioni alla Coppa del Mondo di rugby 2011; terminato il compito di portare la squadra al torneo, durante la Coppa tornò all'incarico di allenatore in seconda e assistente alla mischia.
McDowall è anche titolare di un'impresa immobiliare di edilizia residenziale.

## Palmarès
- Coppe del mondo: 1
Nuova Zelanda: 1987
- National Provincial Championship: 4
Auckland: 1987, 1988, 1990, 1993